# ルキウス・アウトロニウス・パエトゥス
ルキウス・アウトロニウス・パエトゥス（Lucius Autronius Paetu）はプレブス（平民）出身の共和政ローマの政治家・軍人。紀元前33年に補助執政官（コンスル・スフェクトゥス）を務めた。

## 経歴
ルキウスの父は紀元前65年の執政官選挙に当選したものの、選挙違反で有罪となり執政官に就任できなかったプブリウス・アウトロニウス・パエトゥス（en）である。
ルキウス自身はオクタウィアヌスの支持者であった。紀元前33年にオクタウィアヌスは二度目の執政官に就任するが、その任期初日である1月1日に辞職してルキウスを補充執政官に任じた。ルキウスも同年半ばには後任に職を譲っている。
紀元前29年から紀元前28年にかけては、ルキウスは前執政官（プロコンスル）として、アフリカ属州の総督を務めた。この期間中インペリウム（軍事指揮権）を有して軍を率いており、ローマに戻った紀元前28年8月16日には凱旋式を実施している。

## 参考資料
- Broughton, T. Robert S., The Magistrates of the Roman Republic, Vol II (1952)
- Broughton, T. Robert S., The Magistrates of the Roman Republic, Vol III (1986)
- Syme, Ronald, "The Augustan Aristocracy" (1986). Clarendon Press. Retrieved 2012-09-30